# Hôtel Chéret
L'hôtel Chéret également nommé hôtel Benoît de Sainte-Paulle est un hôtel particulier situé 30 rue du Faubourg-Poissonnière, dans le 10e arrondissement de Paris.

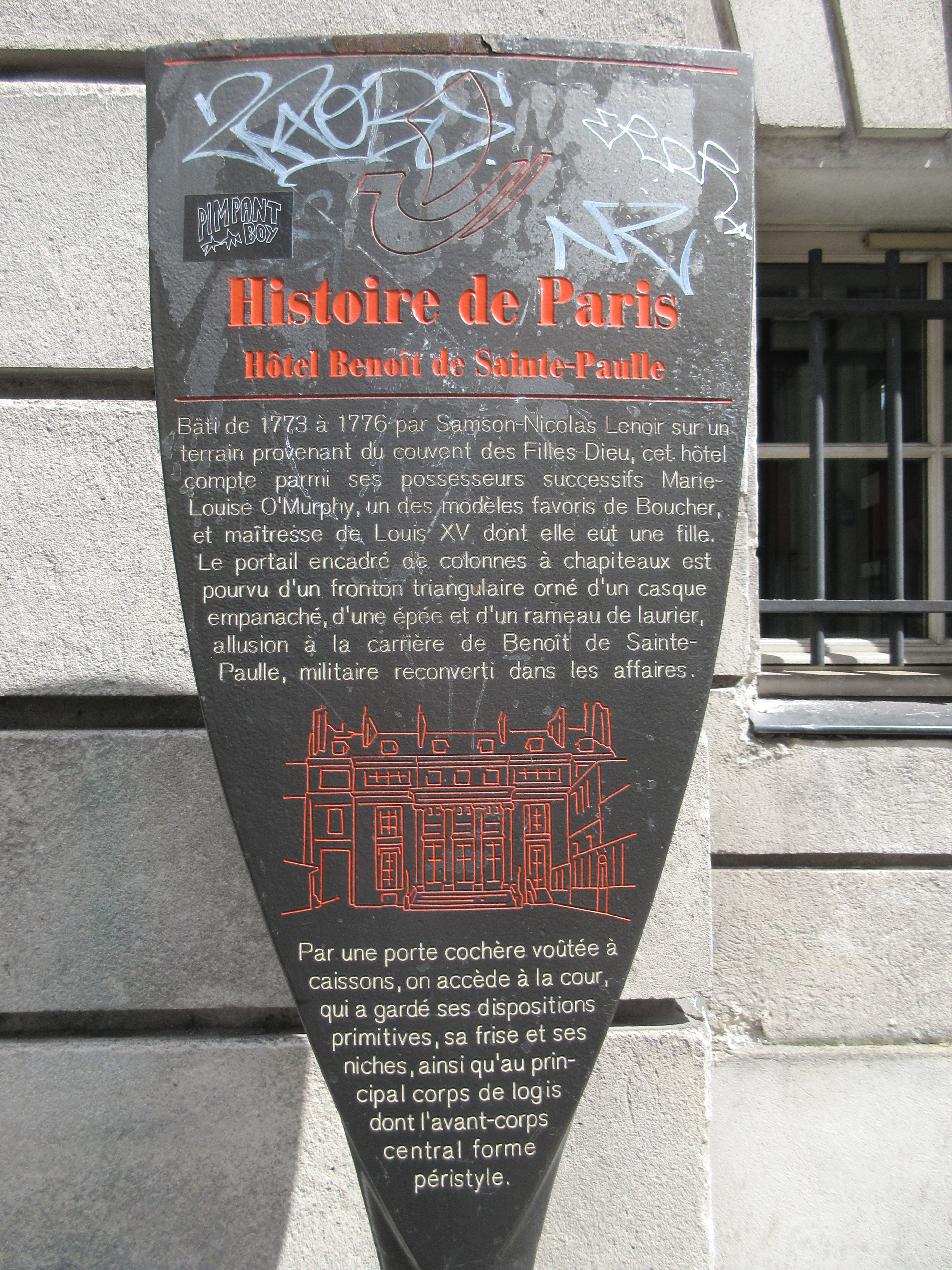
Panneau Histoire de Paris
« Hôtel Benoit de Sainte-Paulle ».

## Historique
L’hôtel fut construit de 1773 à 1778 sur la plus grande partie d’un terrain s'étendant sur des jardins maraîchers du 30 au 34 rue du Faubourg-Poissonnière et du 21 au 25 rue d’Hauteville acquis en 1772 par l’architecte et spéculateur immobilier Claude-Martin Goupy revendu à Benoît de Sainte-Paulle. L'autre partie du terrain, au 32 rue du Faubourg-Poissonnière, fut vendue au marbrier Leprince.
La construction de l’hôtel sur les plans de Nicolas Lenoir fut précédée de travaux de nivellement du terrain de l'ancien marais agricole situé 1,5 mètre sous le niveau de la rue du Faubourg-Poissonnière et 2 mètres sous celui de la rue d’Hauteville.
L’hôtel est revendu en 1776 en état futur d’achèvement par Benoît de Sainte-Paulle à Jean-François Caron, trésorier de l’ordre du Saint-Esprit, qui fait construire deux ailes sur cour en 1778 par l’architecte Antoine-François Peyre. Jean-François Caron déclaré en faillite frauduleuse en janvier 1779, est incarcéré à la Bastille, et l’hôtel est vendu par adjudication à François-Nicolas Lenormand qui acquiert également la charge de trésorier de l’ordre du Saint-Esprit de Jean-François Caron. François-Nicolas Lenormand fait agrandir l’hôtel en prolongeant les ailes bâties par Antoine-François Peyre. Après sa mort en 1783, sa veuve Marie-Louise O'Murphy continua d’habiter avec sa fille Marguerite-Victoire l’hôtel qui fut ensuite loué à Claude Antoine de Valdec de Lessart, ministre de Louis XVI en 1791, arrêté en 1792 et massacré en septembre.
Marie-Louise Murphy revend en 1795 l’hôtel à Louis-Jean-Baptiste Chéret. Celui-ci le loue au général Ney qui y fête son mariage en 1802. Chéret vend l’hôtel au banquier Jonas-Philip Hagerman en 1820. Lors des mutations successives, le jardin qui s’étendait aux 21 et 23 rue d’Hauteville est amputé vers 1850 puis disparaît en 1872.
Les façades sur rue et sur cour du pavillon d'entrée ainsi que la façade au fond de la cour font l'objet d'une inscription au titre des monuments historiques par arrêté du 26 octobre 1927.
En 1942, l'hôtel était occupé par le bureau d'études de la Société anonyme des usines Farman qui y employait en qualité d'ingénieur le futur général Jacques Collombet.
Après avoir été utilisé par Air France à partir de 1946, l'hôtel a été acheté par la Ville de Paris et loué en logements sociaux gérés par la régie immobilière de la ville de Paris.

## Architecture
L’hôtel comprend un bâtiment sur rue de sept travées avec une porte cochère par laquelle on entre dans la cour de 15 mètres de large et 45 mètres de profondeur encadrée de deux ailes comportant un rez-de-chaussée sur caves en berceau et un étage surmonté d’un toit mansardé.
Le corps principal au fond de la cour est un pavillon de cinq travées de 18,75 mètres de large et 15 mètres de profondeur comportant un étage à demi-souterrain sur caves, un rez-de-chaussée, un étage carré et un deuxième en attique surmonté d’une toiture mansardée ajoutée postérieurement (à l’origine le pavillon était couronné d’une terrasse). La partie sur le perron central en haut de 5 marches comprend trois travées encadrées de colonnes ioniques. Le bâtiment est entouré, de part et d’autre, par des petits pavillons d'un seul niveau à l'origine, élevés ensuite au niveau du corps central.
La façade à l’arrière, presque identique, ouvrait sur un jardin clôturé de murs qui s’étendait en largeur de 27 mètres, en longueur de 96 mètres jusqu’à la rue d’Hauteville.
Le jardin comportait une cuvette 17,80 mètres de large sur une longueur de 51 mètres en pente douce vers cette rue, atteignant au centre le niveau du sol naturel avant nivellement, d’environ 1,5 mètre inférieur à celui des rues environnantes.

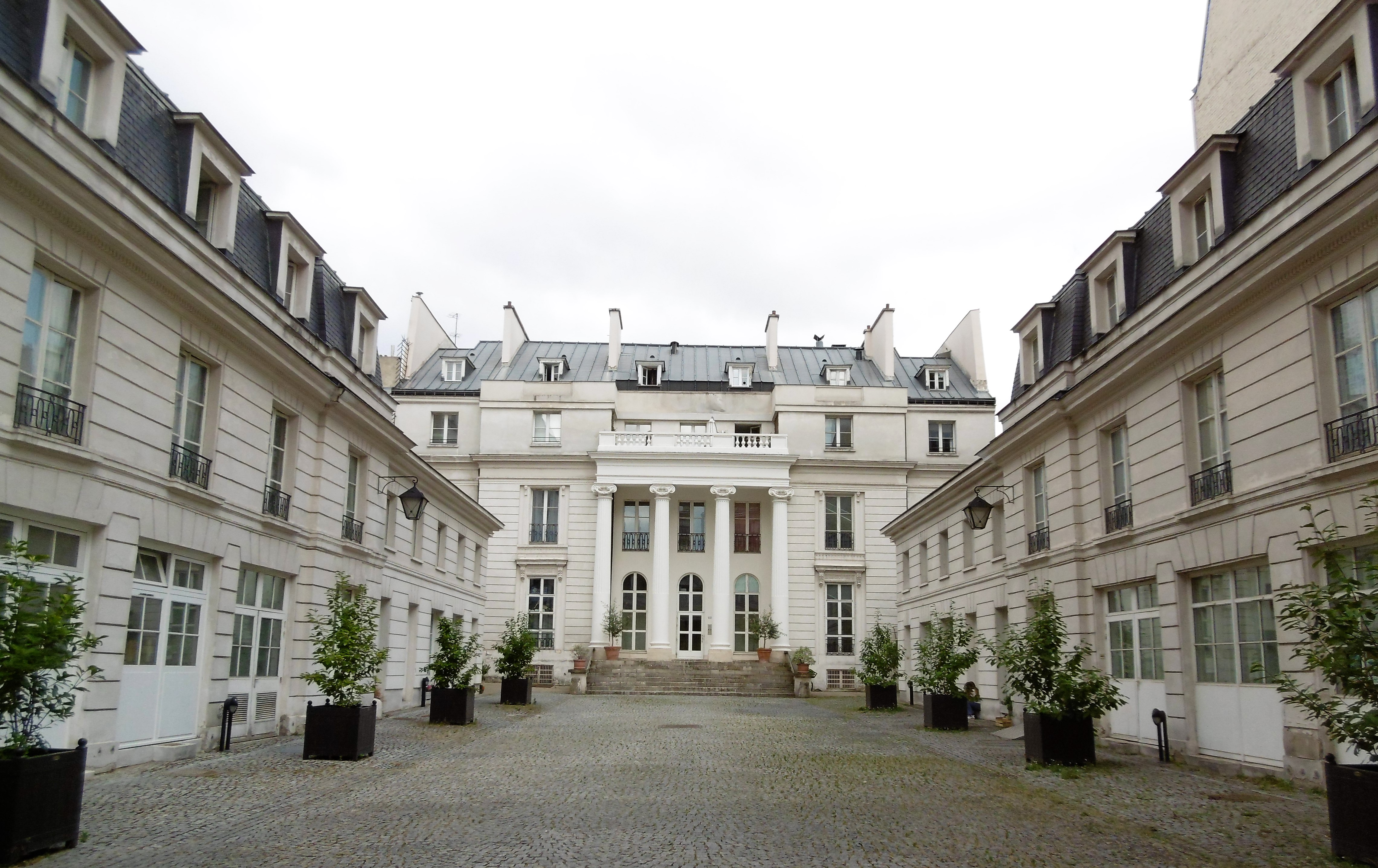
Cour et  façade du pavillon.
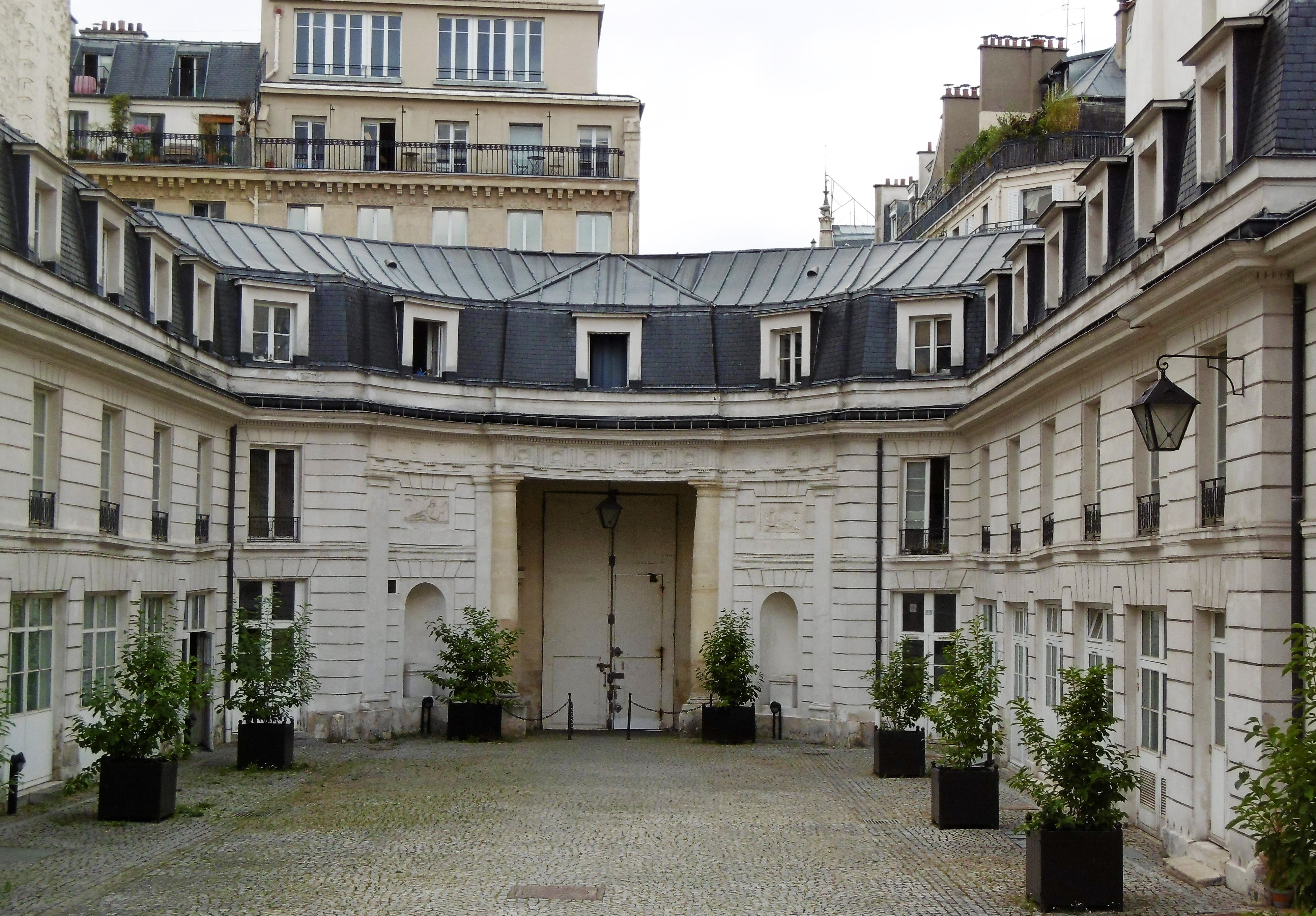
Cour vue vers la rue.
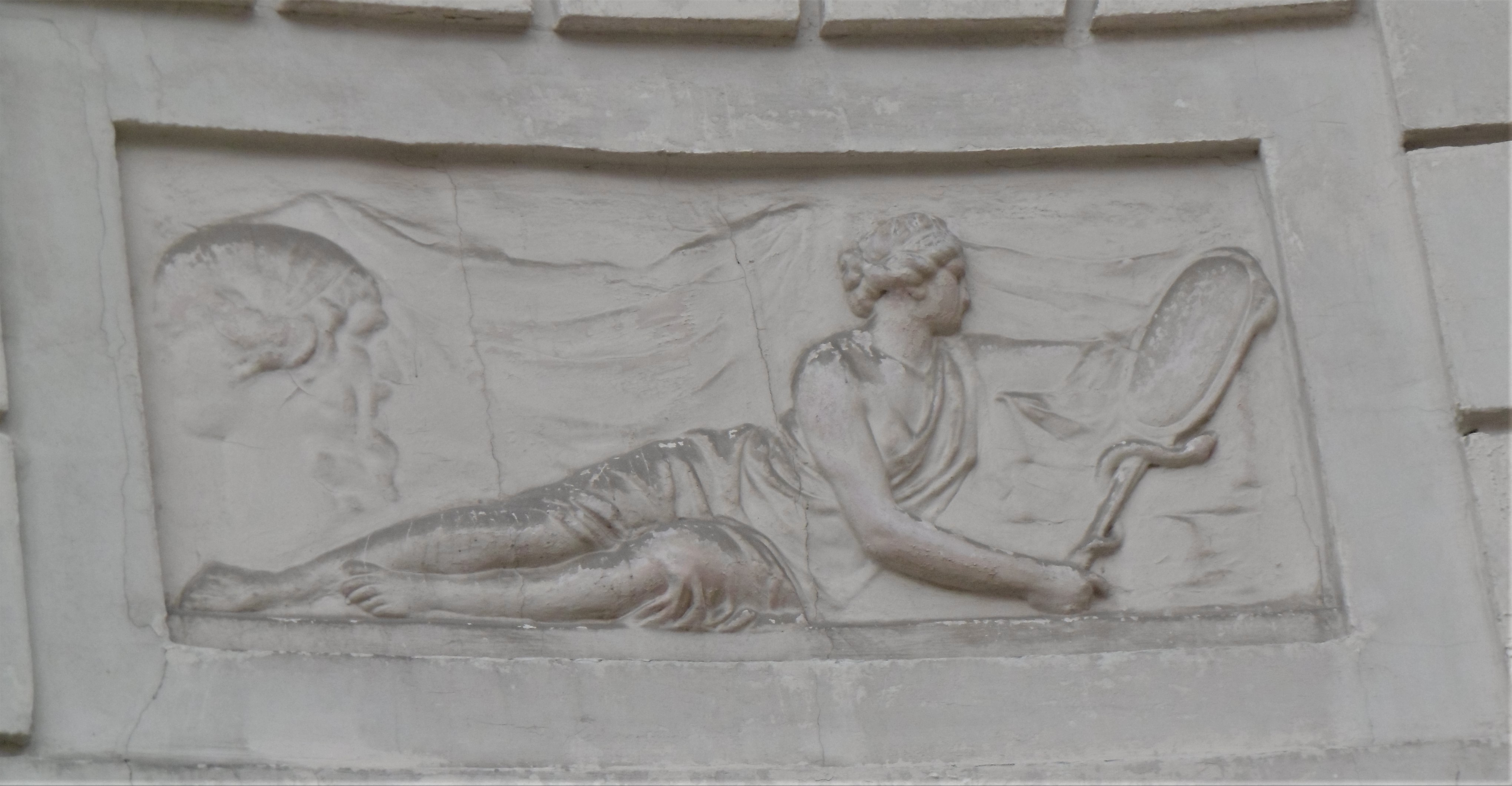
Bas relief (bâtiment sur rue dans la cour).
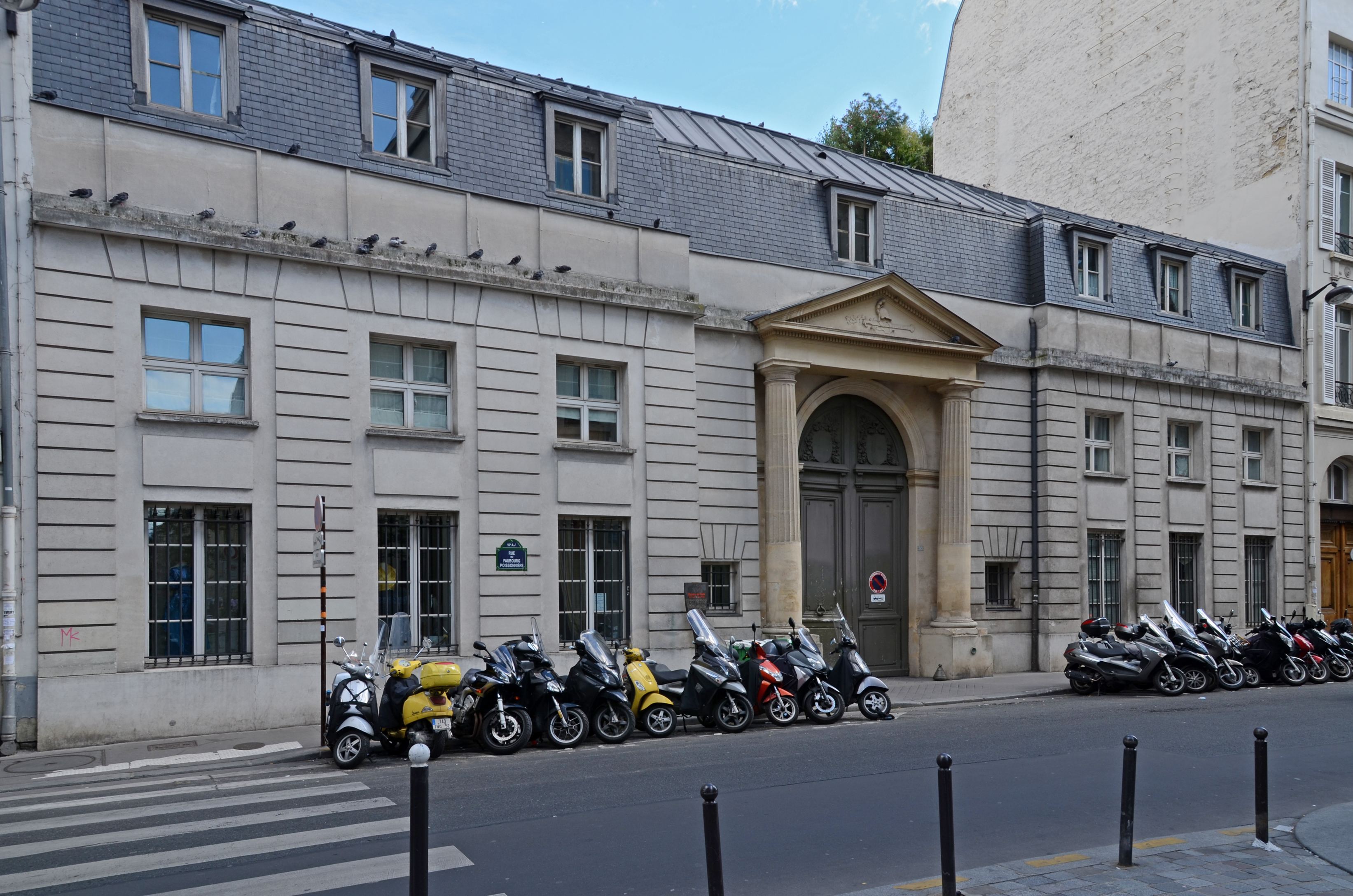